# Sender Via Augusta
El Sender Via Augusta és un itinerari cultural, ambiental i eco-turístic per a ciclistes i senderistes, promogut per la Iniciativa Comunitària Interreg IIIB, Programa Mediterrani Occidental Les Vies Romanes al Mediterrani, que pretén recuperar l'antic traçat de la Via Augusta que unia Roma i el port de Cadis travessant Catalunya, el País Valencià, Múrcia i Andalusia i fins a un total de 13 regions europees. El Sender Via Augusta representa el conjunt d'actuacions encaminades a la realització d'un itinerari tan similar com siga possible al traçat de la Via Augusta romana per a la pràctica del cicloturisme, el senderisme i les rutes eqüestres. La major part de la calçada original ha estat substituït per carreteres de diversa importància o vies fèrries, camps de conreu i urbanitzacions. La nova Via Augusta, discorre aprofitant camins rurals, vies pecuàries i vorals de carretera. Les restes romanes, a excepció del llegat de Tàrraco, apareixen disseminades en ruïnes de mansions i vil·les, ponts, aqüeductes i arcs, així com algun mil·liari o tram amb pedres desgastades i rodades de l'antiga calçada. No es tracta d'un projecte arqueològic, sinó de caràcter ambiental, redactat tenint en compte els criteris tècnics de l'autoritat competent en la protecció del patrimoni històric artístic, els municipis pels que travessa el sender, un bon nombre d'associacions de tota classe, vinculades als fins del projecte, i nombroses persones particulars estudioses del tema, els tècnics de vies pecuàries i els agents mediambientals.

## Etapes a Catalunya
El recorregut consta de 38 etapes senyalitzades amb senyals grocs i blaus, i travessa 134 municipis i 16 comarques, per a realitzar a peu o amb bicicleta. Des del Montsià fins a l'Alt Empordà es comptabilitzen 420 km. als quals cal sumar 270 km. distribuïts en quatre rutes alternatives.

## Etapes al País Valencià
L'any 2000 va inaugurar-se el primer tram al País Valencià, essent el seu recorregut de nord a sud:
- Sant Joan del Pas - Les Coves de Vinromà 43,2 km
  - Traiguera
  - La Jana
  - San Mateu
  - La Salzadella
  - Les Coves de Vinromà
- Les Coves de Vinromà - Betxí 54 km
  - Cabanes
  - La Pobla de Tornesa
  - Borriol
  - Vila-Real
  - Borriana
- Betxí - Sagunt 37 km
  - Xilxes.
- Sagunt - València 31,3 km
- València - Xàtiva 54,9 km
  - Albalat de la Ribera
- Xàtiva - La Zafra 42,8 km
  - Xátiva
  - Moixent.
- Villena
- Sax
- Elda
- Monòver
- Asp
- Rebolledo
- Torre del Pla
- Elx
- Rojals
- Benijòfar També va a recuperar-se el ramal Via Dianium de 180 km. que enllaça des d'Albalat de la Ribera Dénia, Teulada, Altea, Benidorm, La Vilajoiosa, El Campello, Sant Joan i Alacant.[6]

## Etapes per Andalusia
La Ruta Bètica Romana transcorre al llarg de 388 km. pels convents jurídics que componien la província: Gades, Hispalis, Astigi i Corduba, i passa per les següents poblacions:
- Santiponce
- Carmona
- La Luisiana
- Écija
- Almodóvar del Río
- Còrdova
- Montoro
- Almedinilla
- Puente Genil
- Osuna
- Marchena
- Jerez
- Cadis
- Tarifa